# 千葉県道201号大和田停車場線
千葉県道201号大和田停車場線（ちばけんどう201ごう おおわだていしゃじょうせん）は、千葉県八千代市大和田の京成大和田駅北側の三叉路を起点とし、同じく八千代市大和田の国道296号との交点を終点とする一般県道である。

## 路線データ
- 起点：八千代市大和田、京成大和田駅北側の三叉路
- 終点：八千代市大和田、国道296号交点
- 総延長：0.851 km（千葉土木事務所管内：0.851 km）
- 重用延長：0.0 km（千葉土木事務所管内：0.0 km）
- 実延長：0.851 km（千葉土木事務所管内：0.851 km[1]）

## 通過する自治体
- 千葉県
  - 八千代市

## 接続するおもな道路
- 国道296号（八千代市大和田、終点）

## 沿線
- 千葉信用金庫大和田支店
- 大和田図書館
- 八千代市教育委員会
- 八千代大和田郵便局